# Valleroy-le-Sec
Valleroy-le-Sec é uma comuna francesa na região administrativa de Grande Leste, no departamento de Vosges. Estende-se por uma área de 5,87 km². Em 2010 a comuna tinha 176 habitantes (densidade: 30 hab./km²).